# Episodi di Doraemon (serie animata 2005) (sedicesima stagione)
Questa è la lista degli episodi della sedicesima stagione dell'anime 2005 di Doraemon.
In Giappone è stata trasmessa su TV Asahi, dall'11 gennaio al 31 dicembre 2020.

## Episodi
| Nº  | Giapponese 「Kanji」 - Rōmaji                                                                             | In onda           | In onda |
| Nº  | Giapponese 「Kanji」 - Rōmaji                                                                             | Giapponese        |         |
| 506 | 「なんでもエーアイアイ」 - Nan demo ēaiai「役立つもの販売機」 - Yakudatsumonohanbaiki                     | 11 gennaio 2020   |         |
| 507 | 「そして、みんなイモになる」 - Soshite, min'na imo ni naru「ネンドロイド」 - Nen doro ido                 | 18 gennaio 2020   |         |
| 508 | 「Yロウに気をつけろ」 - Y rō ni kiwotsukero                                                               | 25 gennaio 2020   |         |
| 509 | 「アリガターヤ」 - Arigatāya                                                                              | 1º febbraio 2020  |         |
| 510 | 「大むかし漂流記」 - Dai mukashi hyōryū-ki「ロボット雪だるま」 - Robotto yukidaruma                       | 8 febbraio 2020   |         |
| 511 | 「立ちユメぼう」 - Tachiyumebō「エスパースネ夫」 - Esupāsune otto                                         | 15 febbraio 2020  |         |
| 512 | 「ネコになったドラえもん」 - Neko ni natta Doraemon                                                       | 22 febbraio 2020  |         |
| 513 | 「記念日シール」 - Kinenbi shīru                                                                          | 29 febbraio 2020  |         |
| 514 | 「ドラえもんが受験生!?」 - Doraemon ga jukensei!?                                                         | 7 marzo 2020      |         |
| 515 | 「地球製造法」 - Chikyū seizō-hō「マジックチャック」 - Majikkuchakku                                      | 14 marzo 2020     |         |
| 516 | 「アパートの木」 - Apāto no ki                                                                            | 21 marzo 2020     |         |
| 517 | 「ハリ千本ノマス」 - Hari senbon no masu「のび太シンデレラ」 - Nobita Shinderera                          | 28 marzo 2020     |         |
| 518 | 「かべ景色きりかえ機」 - Kabe keshiki kirikae-ki「「時」はゴウゴウと流れる」 - Toki wa gōgō to nagareru   | 4 aprile 2020     |         |
| 519 | 「宝さがしはバタ足で」 - Takara sagashi wa bata ashi de                                                   | 11 aprile 2020    |         |
| 520 | 「プラ酢マイナ酢」 - Pura su maina su                                                                     | 18 aprile 2020    |         |
| 521 | 「気球で世界一周!?」 - Kikyū de sekai isshū!?                                                             | 25 aprile 2020    |         |
| 522 | 「メモリーローン」 - Memorīrōn                                                                            | 2 maggio 2020     |         |
| 523 | 「こころにささるおもいヤリ」 - Kokoro ni sasaru omoi Yari                                                 | 9 maggio 2020     |         |
| 524 | 「くしゃみに気をつけろ」 - Kushami ni kiwotsukero                                                         | 16 maggio 2020    |         |
| 525 | 「キャラクターグッズを作っちゃえ!」 - Kyarakutāguzzu o tsukutchae!                                        | 23 maggio 2020    |         |
| 526 | 「ヨンダラ首わ」 - Yondarakubiwa                                                                          | 30 maggio 2020    |         |
| 527 | 「おそるべき正義ロープ」 - Osorubeki seigi rōpu                                                           | 6 giugno 2020     |         |
| 528 | 「のび太のブラックホール」 - Nobita no burakkuhōru                                                        | 13 giugno 2020    |         |
| 529 | 「わすれ鳥」 - Wa sure tori                                                                               | 20 giugno 2020    |         |
| 530 | 「つくれるマイレール」 - Tsukureru mairēru                                                                | 27 giugno 2020    |         |
| 531 | 「あべこべ惑星」 - Abekobe wakusei                                                                        | 4 luglio 2020     |         |
| 532 | 「ぼうけんパラシュート」 - Bō ken parashūto                                                               | 11 luglio 2020    |         |
| 533 | 「左、直、右、右、左…」 - Hidari, choku, migi, migi, hidari…                                              | 18 luglio 2020    |         |
| 534 | 「ききめ一番やくよけシール」 - Kiki-me ichiban yaku yo ke shīru                                           | 25 luglio 2020    |         |
| 535 | 「プッシュドア」 - Pusshudoa                                                                              | 1º agosto 2020    |         |
| 536 | 「無人島のつくり方」 - Mujintō no tsukurikata                                                             | 8 agosto 2020     |         |
| 537 | 「水道ジュース変換アダプター」 - Suidō jūsu henkan adaputā                                                | 15 agosto 2020    |         |
| 538 | 「手足につけるミニ頭」 - Teashi ni tsukeru mini atama                                                     | 22 agosto 2020    |         |
| 539 | 「手にとり望遠鏡」 - Tenitoribōenkyō                                                                      | 29 agosto 2020    |         |
| 540 | 「ハッピーガチャはやめられない」 - Happīgacha wa yame rarenai                                             | 12 settembre 2020 |         |
| 541 | 「サハラ砂漠で勉強はできない」 - Saharasabaku de benkyō wa dekinai                                        | 19 settembre 2020 |         |
| 542 | 「大人をしかる腕章」 - Otonawoshikaruwanshō「無人島へ家出」 - Mujintō e iede                              | 26 settembre 2020 |         |
| 543 | 「ダルマさんころんだ帽」 - Darumasankorondabō「なんでも届く!出前電話」 - Nan demo todoku! Demae denwa     | 3 ottobre 2020    |         |
| 544 | 「弓やで学校へ」 - Yumi ya de gakkō e「写真入りこみスコープ」 - Shashin hairikomi sukōpu                  | 10 ottobre 2020   |         |
| 545 | 「ジ～ンと感動する話」 - Jin to kandō suru hanashi「あやうし!ライオン仮面」 - Ayaushi! Raion kamen        | 17 ottobre 2020   |         |
| 546 | 「誕生!?大統領のび太」 - Tanjō!? Daitōryō Nobita「マッド・ウオッチ」 - Maddo uotchi                       | 24 ottobre 2020   |         |
| 547 | 「影ぼうしフラッシュ」 - Kagebōshifurasshu「ドラキュラセット」 - Dorakyurasetto                           | 31 ottobre 2020   |         |
| 548 | 「カワムケルン」 - Kawamukerun「ユクスエカメラ」 - Yukusuekamera                                          | 7 novembre 2020   |         |
| 549 | 「テスト・ロボット」 - Tesuto robotto「野比家でおもて梨」 - Nobi-ka de o mote nashi                       | 14 novembre 2020  |         |
| 550 | 「スパイ衛星でさぐれ」 - Supai eisei de sagure「ややこしい?うちでの小づち」 - Yayakoshī? Uchidenokodzuchi | 21 novembre 2020  |         |
| 551 | 「半分おでかけ雲」 - Hanbun'odekakegumo「最強!ロボットペーパー」 - Saikyō! Robottopēpā                    | 28 novembre 2020  |         |
| 552 | 「バカ売れ!?週刊のび太」 - Baka ure!? Shūkan Nobita「風船がとどけた手紙」 - Fūsen ga todoketa tegami      | 5 dicembre 2020   |         |
| 553 | 「とうめい人間目ぐすり」 - Tōmei ningen-me gusuri「エレベーター・プレート」 - Erebētā purēto              | 12 dicembre 2020  |         |
| 554 | 「ミラクルムービーを撮ってみた」 - Mirakurumūbī o totte mita                                              | 19 dicembre 2020  |         |
| 555 | 「ジャイアン反省、のび太はめいわく」 - Jaian hansei, Nobita wa meiwaku                                    | 26 dicembre 2020  |         |

## Speciali
| Nº  | Giapponese 「Kanji」 - Rōmaji                                                                                      | In onda          | In onda |
| Nº  | Giapponese 「Kanji」 - Rōmaji                                                                                      | Giapponese       |         |
| S70 | 「ウルトラミキサー」 - Urutoramikisā「ムードもりあげ楽団」 - Mūdo moriage gakudan「のび太の恐竜」 - Nobitanokyōryū | 5 settembre 2020 |         |
| S71 | 「超大作特撮映画「宇宙大魔神」」 - Chōdaisaku tokusatsu eiga "uchū daimashin"                                      | 31 dicembre 2020 |         |